# Secale sylvestre
Secale sylvestre là một loài thực vật có hoa trong họ Hòa thảo. Loài này được Host miêu tả khoa học đầu tiên năm 1809.

## Hình ảnh

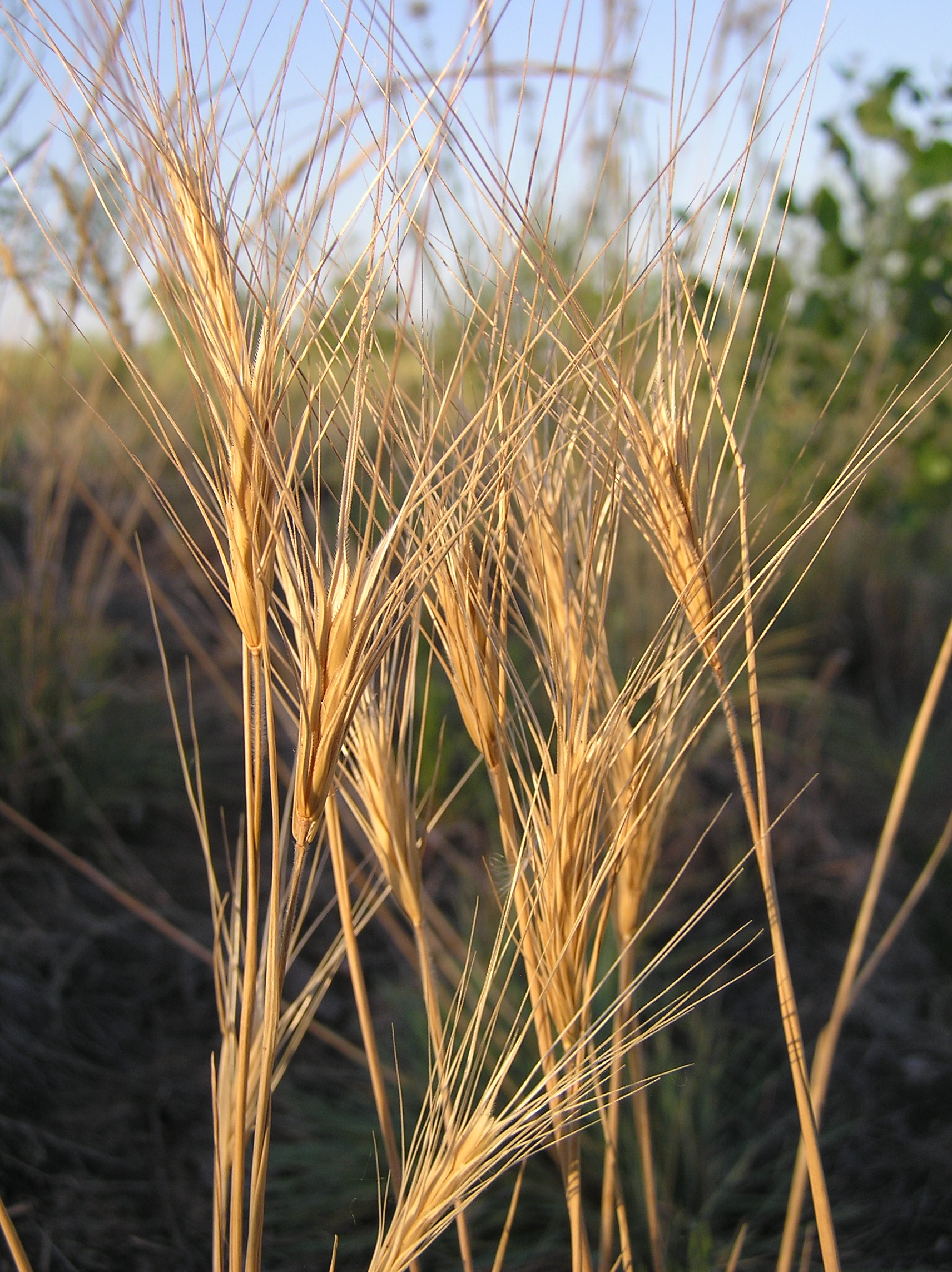